# Phulpur (dystrykt Azamgarh)
Phulpur – miasto w północnych Indiach w stanie Uttar Pradesh, na Nizinie Hindustańskiej.
Populacja miasta w 2001 roku wynosiła 8310 mieszkańców.